# Arani
Arani ist eine Landstadt im Departamento Cochabamba im südamerikanischen Anden-Staat Bolivien.

## Lage im Nahraum
Arani ist Sitz der Verwaltung der gleichnamigen Provinz Arani und der zentrale Ort des Municipios Arani. Die Ortschaft liegt in der fruchtbaren Ebene des Vallo Alto auf einer Höhe von 2747 m direkt am Rande der Cordillera Oriental, die unmittelbar östlich von Arani auf über 3.600 m ansteigt.

## Geographie
Arani liegt im Übergangsbereich zwischen der Anden-Gebirgskette der Cordillera Central und dem bolivianischen Tiefland.
Die mittlere Durchschnittstemperatur der Region liegt bei etwa 18 °C (siehe Klimadiagramm Cochabamba) und schwankt nur unwesentlich zwischen 14 °C im Juni/Juli und 20 °C im Oktober/November. Der Jahresniederschlag beträgt nur rund 450 mm, bei einer ausgeprägten Trockenzeit von Mai bis September mit Monatsniederschlägen unter 10 mm, und einer Feuchtezeit von Dezember bis Februar mit 90 bis 120 mm Monatsniederschlag.

## Verkehrsnetz
Arani liegt in einer Entfernung von 55 Straßenkilometern südöstlich von Cochabamba, der Hauptstadt des gleichnamigen Departamentos.
Von Cochabamba führt die Nationalstraße Ruta 7 in südöstlicher Richtung 41 Kilometer bis San Benito, von dort eine unbefestigte Landstraße weiter nach Südosten über Punata nach Arani.
Arani ist ebenfalls über eine Bahnstrecke mit Cochabamba verbunden.

## Bevölkerung
Die Einwohnerzahl der Ortschaft ist in den vergangenen beiden Jahrzehnten um etwa ein Siebtel angestiegen:
| Jahr | Einwohner | Quelle       |
| ---- | --------- | ------------ |
| 1992 | 3009      | Volkszählung |
| 2001 | 3512      | Volkszählung |
| 2012 | 3542      | Volkszählung |
| 2024 |           | Volkszählung |

Die Region weist einen hohen Anteil an Quechua-Bevölkerung auf, im Municipio Arani sprechen 95,8 Prozent der Bevölkerung Quechua.